# Sabia transarisanensis
Sabia transarisanensis är en tvåhjärtbladig växtart som beskrevs av Bunzo Hayata. Sabia transarisanensis ingår i släktet Sabia och familjen Sabiaceae. Inga underarter finns listade.